# 仏法と孝道
仏法と孝道（ぶっぽうとこうどう）は、かつて日本のAMラジオ放送局で放送されていた孝道教団の宗教番組。

## 番組概要
1953年（昭和28年）7月に、当時のラジオ東京（現・TBSラジオ）で放送講話をスタートさせたのが番組の始まりである。後に関東広域圏での放送はアール・エフ・ラジオ日本に移り、2017年3月末でラジオ放送は終了となった。
番組内容は孝道山統理・岡野正貫、岡野鄰子による、「人として生きる道、慈悲、思いやりの心」を説くものとなっている。

## ネット局

### 2016年4月時点でのネット局
各局とも15分間の放送。放送時間の早い順から記載。
| 放送地域   | 放送局名                 | 放送時間         | 備考              |
| ---------- | ------------------------ | ---------------- | ----------------- |
| 関東広域圏 | アール・エフ・ラジオ日本 | 土曜 5:30 - 5:45 | 製作局            |
| 北海道     | HBCラジオ                | 土曜 5:30 - 5:45 |                   |
| 静岡県     | 静岡放送（SBS）          | 日曜 5:20 - 5:35 | ※1956年ネット開始 |
| 鹿児島県   | 南日本放送（MBC）        | 日曜 6:20 - 6:35 |                   |
| 青森県     | 青森放送（RAB）          | 日曜 6:25 - 6:40 | ※1955年ネット開始 |
| 山形県     | 山形放送（YBC）          | 日曜 6:30 - 6:45 | ※1955年ネット開始 |
| 熊本県     | 熊本放送（RKK）          | 日曜 6:40 - 6:55 |                   |
| 福島県     | ラジオ福島（rfc）        | 日曜 6:45 - 7:00 |                   |
| 兵庫県     | ラジオ関西（CRK）        | 日曜 7:15 - 7:30 | ※1960年ネット開始 |

### 過去
- ラジオ東京（KR） → TBSラジオ ※最初のネット局。1953年7月〜1980年3月
- 岩手放送（IBC） 1960年開始、打ち切り時期不明